# Euphyes tuba
Euphyes tuba is een vlinder uit de familie van de dikkopjes (Hesperiidae). De wetenschappelijke naam van de soort is voor het eerst geldig gepubliceerd in 1955 door William Harry Evans. Dit taxon wordt wel beschouwd als een ondersoort van Arotis derasa.